# Melitaea ishkashima
Melitaea ishkashima är en fjärilsart som beskrevs av Leo Andrejewitsch Sheljuzhko 1929. Melitaea ishkashima ingår i släktet Melitaea och familjen praktfjärilar. Inga underarter finns listade i Catalogue of Life.